# 3702-es mellékút (Magyarország)
A 3702-es számú mellékút egy valamivel több, mint 23 kilométeres hosszúságú, négy számjegyű mellékút Borsod-Abaúj-Zemplén vármegyében; Gesztelytől húzódik Bekecsig.

## Nyomvonala
A 3605-ös útból ágazik ki, annak a 9+750-es kilométerszelvénye közelében, Gesztely központjának északi részén, nagyjából északkeleti irányban. Kezdeti szakasza a Rákóczi utca nevet viseli, majd alig 150 méter után, egy kisebb irányváltást követően József Attila utca néven halad tovább. Mintegy 600 méter megtétele után lép ki a belterületről, majd fokozatosan egyre északabbi irányt vesz; Gesztely határát már észak felé húzódva szeli át, a 2+350-es kilométerszelvénye közelében.
Újcsanálos területén folytatódik, de e községet nem érinti, csaknem 2 kilométerre nyugatra halad el annak központjától, ahova csak a 37 101-es számú mellékút vezet be – ez majdnem pontosan a negyedik kilométerénél ágazik ki a 3702-esből kelet felé. Ezzel együtt az út nem végig lakatlan területek közt halad Újcsanálos határai közt, érint egy kisebb lakott helyet is: 4,3 kilométer megtételét követően, pár száz méternyi szakaszon az Újcsanálospart nevű különálló településrész keleti szélén húzódik végig.
A következő település, Sóstófalva határát az 5+250-es kilométerszelvénye táján szeli át, de ezt a községet is épp csak, hogy súrolja: belterületének északnyugati széle közelében halad el, míg a központjába a 6+250-es kilométerszelvényénél kiágazó 37 102-es számú mellékúton lehet eljutni.
7,3 kilométer megtételét követően Alsódobsza határai közt húzódik tovább, ott újból északkeleti, nem sokkal később pedig már keleti irányt követve. 8,7 kilométer után éri el a falu első házait, ahol előbb Petőfi utca, majd a kilencedik kilométerét és egy kisebb irányváltását elhagyva Béke utca lesz a települési neve. 9.8 kilométer megtétele után hagyja maga mögött e község legkeletibb házait, nem sokkal azután pedig már Megyaszó határai közt jár.
E település belterületét mintegy 12,5 kilométer után éri el, a Fő utca nevet felvéve, majd ott két jelentősebb elágazása is következik: előbb, még a 13. kilométere előtt beletorkollik dél felől a 3722-es út – ez a 37-es főúttal köti össze Megyaszót, de tulajdonképpen a község belső útjának tekinthető –, a központban pedig észak felől torkollik bele a 3727-es út, mely Hernádkércstől húzódik idáig. A Fő utca nevet egyébként az út itt végig megtartja, a belterület keleti széléig, amit kicsivel több, mint 14,5 kilométer megtétele után hagy el.
A 18. kilométere közelében, nagyjából fél kilométernyi külterületi szakaszon Monok és Legyesbénye határvonalát kíséri, de előbbit ennél jobban nem is érinti, utóbbi község területén húzódik tovább. 20,8 kilométer után éri el a falut, kelet-délkeleti irányt követve, s a belterületen a Rákóczi út nevet veszi fel. 22,4 kilométer megtételét követően átlép Bekecs házai közé – szinte észrevétlenül, hiszen e két település itt teljesen összenőtt –, helyi neve ez utóbbi faluban Szabadság út. 22,5 kilométer után kiágazik belőle észak-északnyugat felé a 3711-es út, Monokon át Tállya irányában, a 3702-es pedig nem sokkal ezután, Bekecs központját elérve véget is ér, beletorkollva a 3611-es útba, annak a 27+650-es kilométerszelvénye közelében.
Teljes hossza, az országos közutak térképes nyilvántartását szolgáló kira.kozut.hu adatbázisa szerint 23,141 kilométer.

## Települések az út mentén
- Gesztely
- (Újcsanálos)
- (Sóstófalva)
- Alsódobsza
- Megyaszó
- (Monok)
- Legyesbénye
- Bekecs